# Agalliopsis vonella
Agalliopsis vonella är en insektsart som beskrevs av Paul W. Oman 1938. Agalliopsis vonella ingår i släktet Agalliopsis och familjen dvärgstritar. Inga underarter finns listade i Catalogue of Life.